# Natalja Pokłonska
Natalja Władimirowna Pokłonska (ros. Наталья Владимировна Поклонская; ur. 18 marca 1980 w Mychajliwce, Ukraińska SRR, ZSRR) – rosyjska działaczka państwowa, prawniczka. Deputowana do Dumy Państwowej Federacji Rosyjskiej (parlamentu), od 5 października 2016 przewodnicząca komisji parlamentarnej ds. kontroli wiarygodności informacji o dochodach, o majątku i zobowiązaniach majątkowego charakteru posłów, zastępca przewodniczącego komitetu parlamentarnego ds. bezpieczeństwa i przeciwdziałania korupcji.
Prokurator Republiki Krymu (25 marca 2014 – 6 października 2016) w randze państwowego radcy sprawiedliwości III klasy (odpowiednik generała brygady w wojsku).
Od lutego do czerwca 2022 pełniła funkcję zastępcy kierującego Federalnej Agencji ds. Wspólnoty Niepodległych Państw, Rodaków Mieszkających za Granicą i Międzynarodowej Współpracy Humanitarnej (Rossotrudniczestwa).

## Życiorys
Urodziła się 18 marca 1980. Ukończyła filię Charkowskiego Narodowego Uniwersytetu Spraw Wewnętrznych w Eupatorii. W 2011 pełniła w Symferopolu funkcję prokuratora w rozprawie byłego deputowanego Rady Najwyższej Autonomicznej Republiki Krymu, oskarżonego o przynależność do zbrojnego gangu o nazwie Baszmaki. W tym samym roku została powołana na stanowisko Prokuratora Rejonowego w Symferopolu do spraw środowiska. Po roku została przeniesiona do Biura Prokuratora Generalnego Ukrainy w Kijowie, gdzie służyła jako starszy prokurator do lutego 2014.
25 lutego 2014 prokurator N. Pokłonska podała się do dymisji, motywując to tym, że wstydzi się żyć w kraju, gdzie pozwala się bandytom chodzić wolno po ulicy (w odniesieniu do radykalnych działaczy Euromajdanu). Rezygnacja nie została przyjęta, ale Pokłonska, wykorzystując urlop, wyjechała na rodzinny Krym.
11 marca została powołana na Prokuratora Generalnego Autonomicznej Republiki Krymu przez Siergieja Aksionowa, ponieważ poprzedni prokurator pozostał lojalny rządowi w Kijowie; oferta została rzekomo odrzucona przez czterech innych kandydatów. Prokurator Pokłonska skrytykowała wcześniej protesty opozycji na Ukrainie i zmiany rządu w Kijowie, nazywając je zamachem na konstytucję Ukrainy. W odpowiedzi, ukraiński rząd wniósł przeciwko byłej prokuratorce sprawę karną i pozbawił ją stopnia prokuratorskiego radcy sprawiedliwości. Niedługo po tym zdarzeniu 27 marca 2014 Prokurator Generalny Federacji Rosyjskiej Jurij Czajka awansował w rosyjskiej prokuraturze prokurator N. Pokłonską na stopień starszego radcy sprawiedliwości (odpowiednik pułkownika).
Jeszcze w marcu 2014 na Pokłonską dokonano zamachu; 18 sierpnia 2014 (według doniesienia rosyjskiego dziennika rządowego Rossijskaja Gazieta) na terytorium prokuratury krymskiej przez „opołczeńców” (ochotniczą formację prorosyjskich aktywistów) znaleziono torbę z ładunkim wybuchowym, strefę rażenia ewentualnego wybuchu oszacowano w 350 m, w listopadzie 2014 do Pokłonskiej nadszedł list, który zawierał ładunek wybuchowy, ale tę przesyłkę na czas przechwycono.
18 września 2016 została obrana do Dumy Państwowej Federacji Rosyjskiej (parlamentu) z listy wyborczej partii rządzącej «Jedinaja Rossija» („Zjednoczona Rosja”). Od 5 października 2016 przewodniczący komisji parlamentarnej ds. kontroli wiarygodności informacji o dochodach, o majątku i zobowiązaniach majątkowego charakteru posłów, zastępca przewodniczącego komitetu parlamentarnego ds. bezpieczeństwa i przeciwdziałania korupcji. Jednocześnie opuściła stanowisko prokuratora Krymu.
Głęboko religijna prawosławna, deklaruje swój wielki szacunek dla osoby ostatniego cara Rosji Mikołaja II. W lutym 2017 ostro skrytykowała film Aleksieja Uczitiela Matylda opowiadający o romansie Mikołaja II z Matyldą Krzesińską, stwierdzając, że oczernia on kanonizowanego przez Rosyjski Kościół Prawosławny męczennika za wiarę. Pokłonska zamówiła u grupy profesorów ekspertyzę, w której konkluzji uznano film za obrazoburczy, świętokradczy i bliski pornografii. Następnie złożyła doniesienie do prokuratury, domagając się zakazu premiery filmu.
W kwietniu 2022 Pokłonska wyraziła sprzeciw wobec inwazji Rosji na Ukrainę krytykując jednocześnie symbol Z wykorzystywany przez rosyjskie siły wojskowe. W odpowiedzi na jej poglądy, została zwolniona z urzędu Rossotrudniczestwa.

## Popularność w Internecie

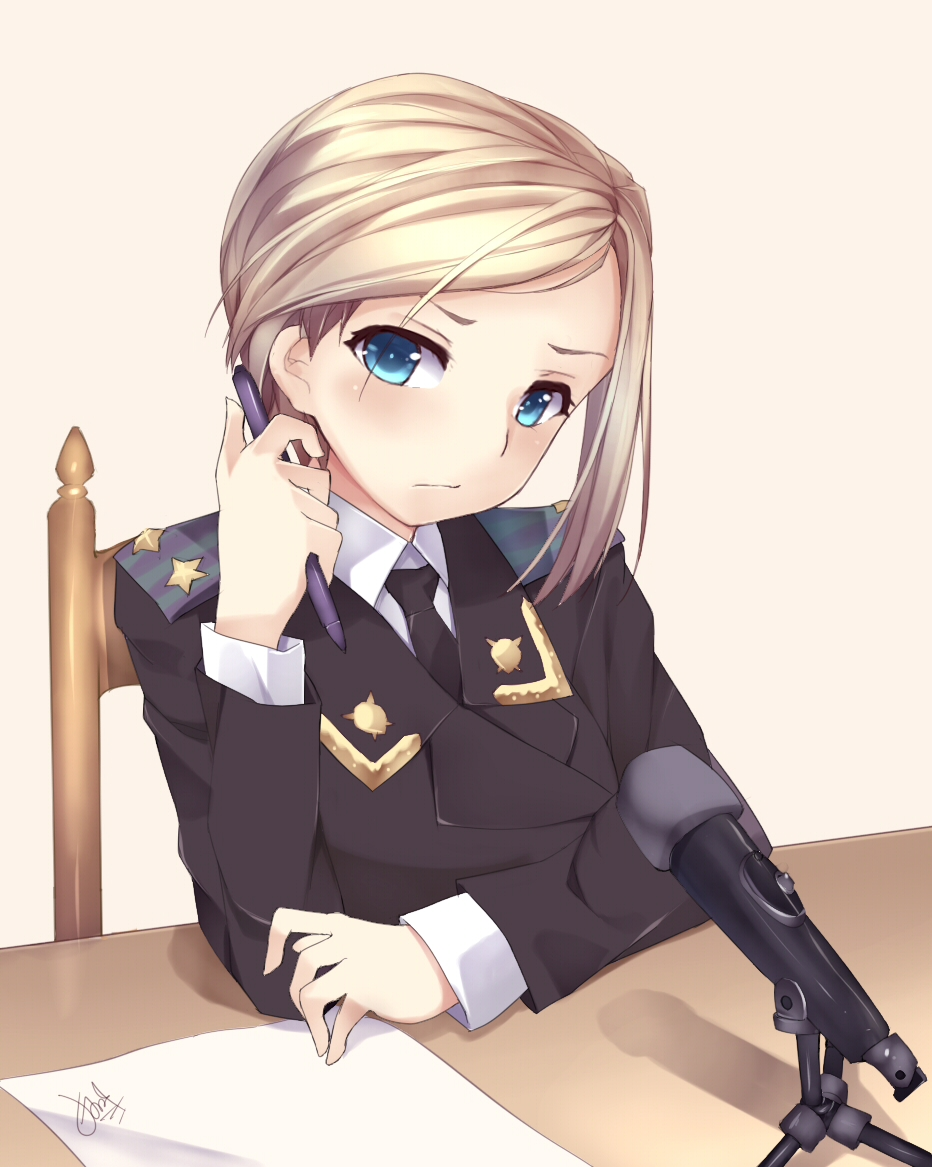
Fanart przedstawiający Natalję Pokłonską

Krótko po pierwszej konferencji prasowej jako Prokurator Generalny Autonomicznej Republiki Krymu, radca sprawiedliwości Natalja Pokłonska została dostrzeżona w internecie ze względu na atrakcyjną urodę. Natalja Pokłonska jest naturalną blondynką.
Filmy z konferencji prasowej stały się bardzo popularne, osiągając w ciągu jednego dnia od publikacji kilkaset tysięcy wyświetleń. Wkrótce potem powstały liczne fanarty, głównie w stylu anime i mangi oraz memy.
Temat podchwyciły też największe media, nie tylko rosyjskie, ale i światowe, nazywając Pokłonską Cesarzową Krymu, Zabójczą bronią Putina czy Śliczną prokurator, która „zaanektowała” serca internautów.
Internetowy fanklub Natalji Pokłonskiej funkcjonuje także w Polsce, a jego twórcy listem poinformowali Pokłonską o jego powstaniu.
W okresie marzec 2014 - marzec 2015 według badań agencji „Medialogia” Pokłonska zajmowała 17. pozycję w rankingu najbardziej znanych kobiet Rosji.

## Filmy biograficzne o Pokłonskiej
Są informacje o tym, że japońskie studio filmowe Studio Pierrot tworzy dla stacji telewizyjnej TV Tokyo serial o Pokłonskiej.